# (9015) Coe
Pour les articles homonymes, voir Coe.
(9015) Coe est un astéroïde de la ceinture principale.

## Description
(9015) Coe est un astéroïde de la ceinture principale. Il fut découvert le 14 novembre 1985 à Brorfelde par Poul Jensen. Il présente une orbite caractérisée par un demi-grand axe de 2,80 UA, une excentricité de 0,12 et une inclinaison de 7,1° par rapport à l'écliptique.